# Quanta Computer
Quanta Computer Incorporated (kinesisk: 廣達電腦; pinyin: Guǎngdá Diànnǎo) er en taiwansk elektronikvirksomhed, der producerer for andre virksomheder. Produkterne omfatter bærbare computere og anden elektronik.
Quanta Computer er original design manufacturer (ODM) og original equipment manufacturer (OEM). Virksomheden blev etableret i 1988.